# 賴德市
賴德市（又譯萊德市）是澳大利亞悉尼都會區內的一個地方政府區域。
麥覺理大學總校區設於這裏。

## 議會
賴德市議會有議席12個，全市分3個選區，各區選出議員4名代表市民和納稅人問政；市長非直選。

## 外部連結
- 賴德市政府官方網站 （页面存档备份，存于）
- 2001年人口調查 （页面存档备份，存于）

33°49′S 151°06′E / 33.817°S 151.100°E